# 城市廣場

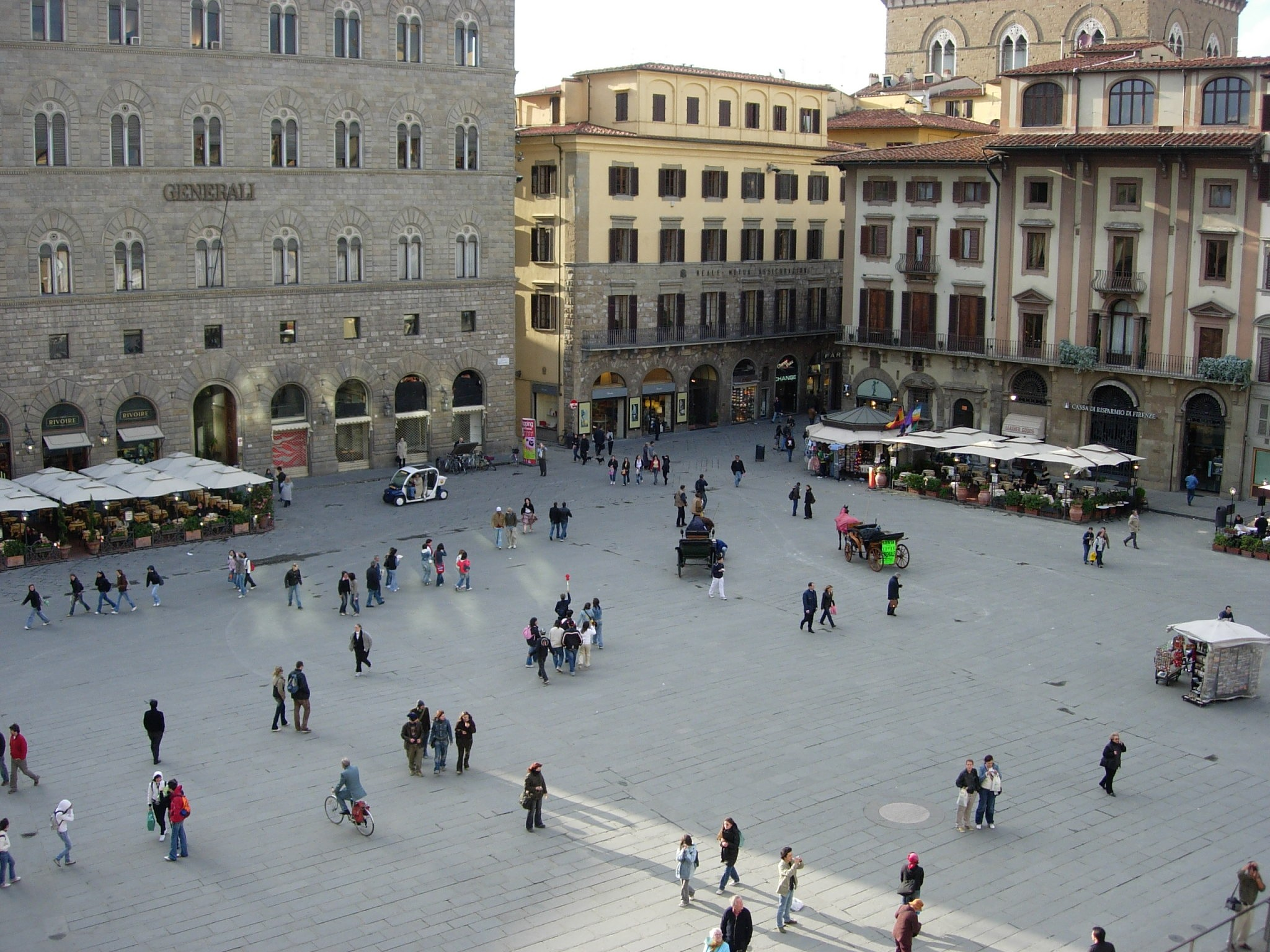
意大利佛罗伦萨的领主广场是一个著名的传统城市广场。

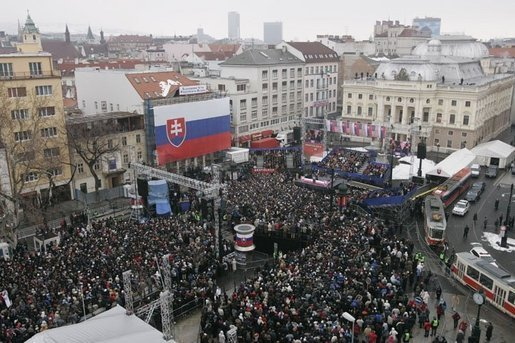
布拉迪斯拉发的赫維茲多斯拉夫廣場上，成千上万的人向美国总统乔治·布什和斯洛伐克总理米库拉什·祖林达致意

城市廣場（英語：town square / city square / urban square / square，又稱市民廣場）是一種開放的公共空間，常位於傳統城鎮的中心，用於聚集人群。
多數城市廣場都是適合露天市场、音樂會、政治集會及其他需要硬地面的活動的人造景觀。城市廣場位於市中心，通常被小商店圍合，例如麵包店、市場、奶酪店和服装店；其中心通常是井、紀念建築物、塑像或其他有特色的建築。有喷泉城市廣場稱為噴泉廣場。

## 按国家

### 中国
在中國大陸，人民广场是現代城市中心廣場的常用名稱，它們在過去幾十年間作為城市現代化的一部分而建。這些廣場周圍有政府辦公樓、博物館和其他公共建築。在中國，最著名和最大的此類廣場是天安门广场。

### 德国

德国柏林的巴黎广场和勃兰登堡门

德语中表示廣場的單詞也表示“地方”，德語國家中常用於指中心廣場。從中世纪至今，它們都是城鎮生活中的焦店。位於宮殿或城堡對面的廣場通常称为宫廷广场（Schlossplatz）。著名廣場包括柏林的亚历山大广场、巴黎广场和波茨坦广场，維也納的英雄广场，以及慕尼黑的国王广场。

### 意大利

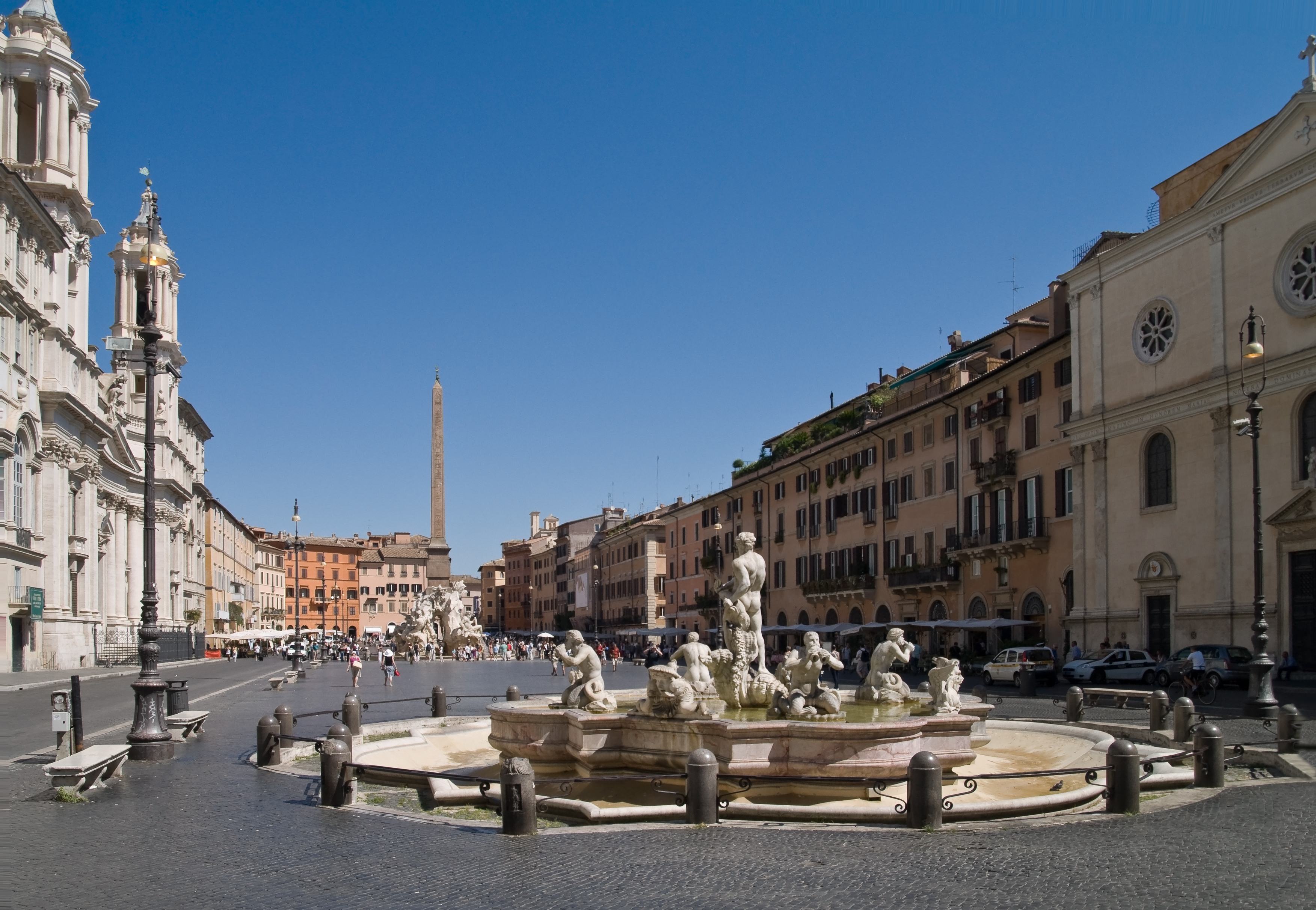
意大利罗马市中心的纳沃纳广场和摩尔人喷泉。背景中的喷泉是四河喷泉

城市廣場在意大利、马耳他及達爾馬提亞沿岸和周圍地區稱為（義大利語發音：[ˈpjattsa]）。其中最著名的可能是威尼斯的圣马可广场。该词大致相当于西班牙语。在埃塞俄比亚，它用来指代城市的一部分。
贝德福德伯爵投資建設科文特花园（伦敦首個私人投資的公共廣場）時，其建築師伊尼哥·琼斯用意大利風格的拱廊將其圍合。當倫敦人談論“piazza”時，他們聯想到的往往並不是整個廣場，而是拱廊。
Piazza通常位於兩條或多條街道的交匯處。意大利多數城市都有多個城市廣場，街道從中心向外放射。廣場上可以找到商店和其他小商業，因為這是開設商業的理想場所。由於是城市的關鍵節點，廣場上有地鐵站和巴士站。
在英國，piazza現通常指帶鋪裝的開放式步行空间，沒有草木，常位於重要建築物或商店前。伦敦国王十字车站在重建後將附帶一個piazza。該廣場将取代現有的1970年代的廣場（concourse），使1850年代的原始外立面重見天日。纽卡斯尔学院的Scotswood有一个很好的piazza的例子。
在美國，19世纪初期，piazza的意義進一步擴展，被用於指帶列柱的門廊。Piazza曾被一些人——尤其是在波士顿地区——指房屋或公寓的檐廊或前廊。
直布罗陀主街旁、議會和市政厅之間的一个中央廣場，正式命名為约翰·麦金托什广场，俗称“The Piazza”。

### 印度尼西亚
印度尼西亞的村莊、城鎮和城市中常見的大型開放廣場稱為alun-alun。這是一個爪哇語詞，在現代印尼语中常指王宮院落的成對出現的兩個大型開放式廣場，通常在清真寺或王宮附近。Alun-alun可舉行公眾演出、宮廷慶典和一般非宮廷娛樂等活動。

### 伊朗

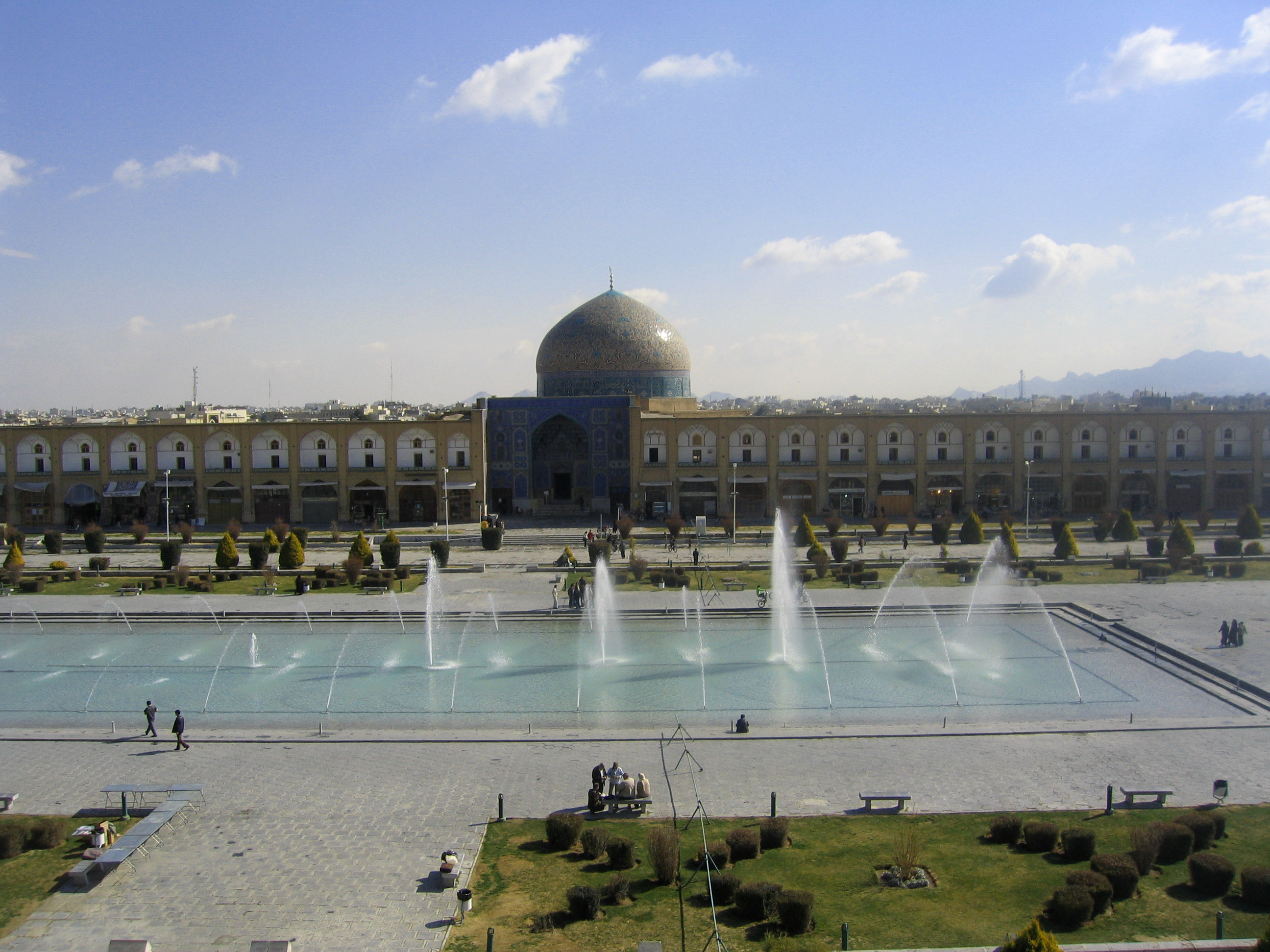
伊朗伊斯法罕的伊玛目广场

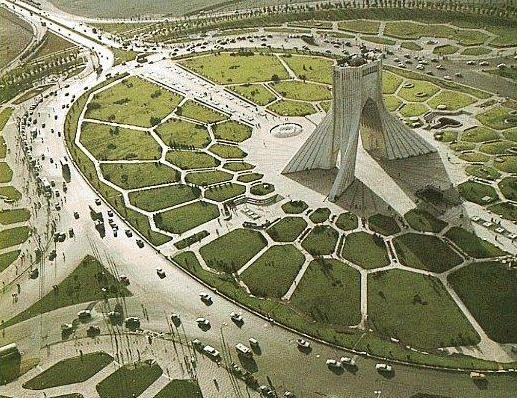
德黑兰阿扎迪广场

傳統的波斯建築中，城鎮廣場被稱為maydan或meydan。Mayden被視為城市規劃中的基本特徵之一，它们通常毗鄰集市、大清真寺和其他公共建築。伊斯法罕的伊玛目广场和德黑兰的阿扎迪广场是古典和现代廣場的例子。

### 低地国家
在低地国家，廣場常被稱為「市場」（market），因为廣場被作為市場使用。比利时和荷兰南部的几乎每个城镇都有“格罗特市场”（Grote Markt，例如布鲁塞尔的“格罗特市场”）或法語的“Grand Place”。“格罗特市场”通常是市政厅所在地，因此也是镇中心。
週邊地區也可以找到相同的叫法，例如德國科隆有多個名為“-markt”或“ Markt”的中央廣場（Heumarkt、Neumarkt、Alter Markt）。

### 俄羅斯

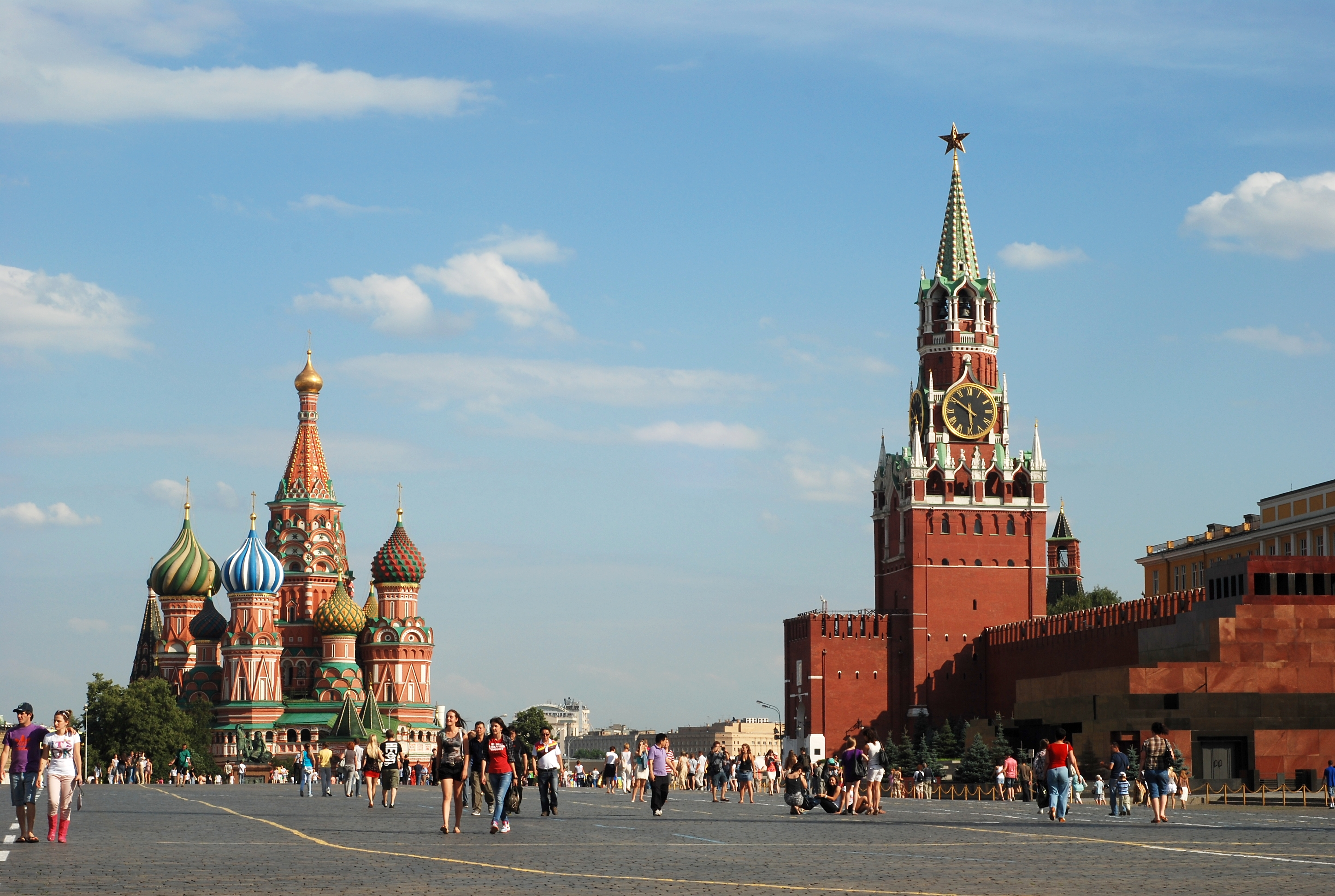
從西北視角看俄罗斯莫斯科紅場，其中可以看到历史悠久的聖瓦西里主教座堂和“救世主钟塔”

在俄罗斯，中心廣場（俄语：центра́льная пло́щадь，罗马化：tsentráĺnaya plóshchad́）是城鎮中心的開放空間。一些城市的廣場沒有單獨的名稱，其官方名為“中心廣場”，例如陶里亚蒂的中心广场。

### 西班牙和拉丁美洲
在整个西班牙、西班牙語美洲和西班牙語東印度群島，每個行政中心的主廣場（plaza mayor）都拥有三個密切相關的機構：大教堂、市政廳或行政中心，可以合并到总督府的宫殿内，以及礼堂或法院。廣場至今仍是社區生活的中心，只有市场能與之相提並論。這種位於城市中心的開放空間最初来自地中海，在那裏，公共空間在公共生活中一直起着非常重要的作用。表示“廣場”的plaza來自拉丁语，源自希腊语 / plateia (hodos)，意思是「寬闊的（道路或街道）」。廣場繼承了羅馬的集會廣場“forum”，而羅馬廣場繼承了希臘的集會場所“agora”。西班牙語美洲和菲律宾的大多數總督城市都規劃在一个方形的「阿瑪斯廣場」（plaza de arms，字面意思為「軍備廣場」）周圍，顧名思義，這裏可以召集部隊，由總督府和主教堂圍合。

### 英国
在英国，尤其是在伦敦和爱丁堡，表示廣場的的含義更寬泛。它包含了上述類型的公共廣場，但也指由中心带私人花園的房屋所圍合的正式的開放空間，有时也稱為花園廣場。其中大多數建於18和19世紀。一些花園現在向公眾開放。此外，伦敦大轰炸之後，作为重建的一部分，英國城鎮中建了許多公共廣場。廣場也可以很小，類似庭院，尤其是在倫敦市。在伦敦，最著名的沒有花園、被歷史建築環繞的廣場是特拉法加廣場。在哈利法克斯，修繕後的Piece Hall被稱作一個Piazza（露天廣場），可與歐洲許多廣場匹敵。

### 美国

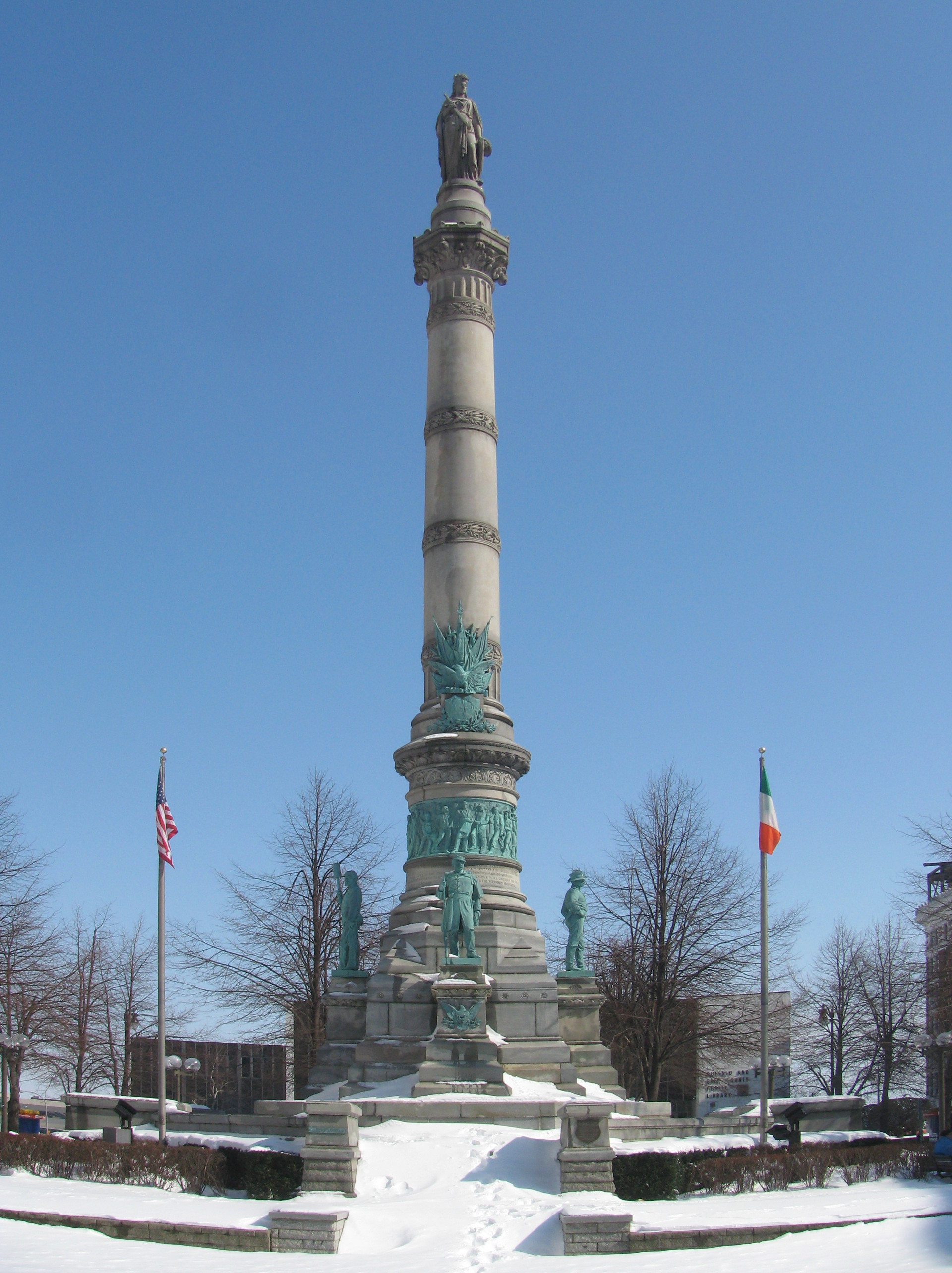
海陸軍人紀念碑（Soldiers and Sailors）是一个城镇广场纪念碑，格罗弗·克利夫兰為該紀念碑奠基，後來獻給布法罗的拉斐特广场。在美国，城镇广场通常由原县法院或市政厅前的公园或廣場组成。

在一些美国城市，尤其是在新英格蘭地區，“square”一詞（同西班牙語plaza）被應用到商業领域（如麻薩諸塞州劍橋市的Central Square），通常位於三條或更多的街道交叉處，原本由一些開放區域組成（其中許多區域已被交通島和其他交通寧靜化設計填充）。這些交叉点中很多是不規則的，而不是正方形。
在北美，諸如place、square或plaza的詞常見於商業建築，例如購物中心和酒店的名字。

## 外部連結
- Pitlane Magazine.com: "The Hidden Origin of the Town Square"
- BBC.com: "The Violent History of Public Squares" （页面存档备份，存于）
- "This research initiative is an attempt to rediscover the lost or neglected urban symbols. The Urban Square is a city's 'heart and soul' and that is the focus of this project." （页面存档备份，存于）